# Santuario de Puig-agut

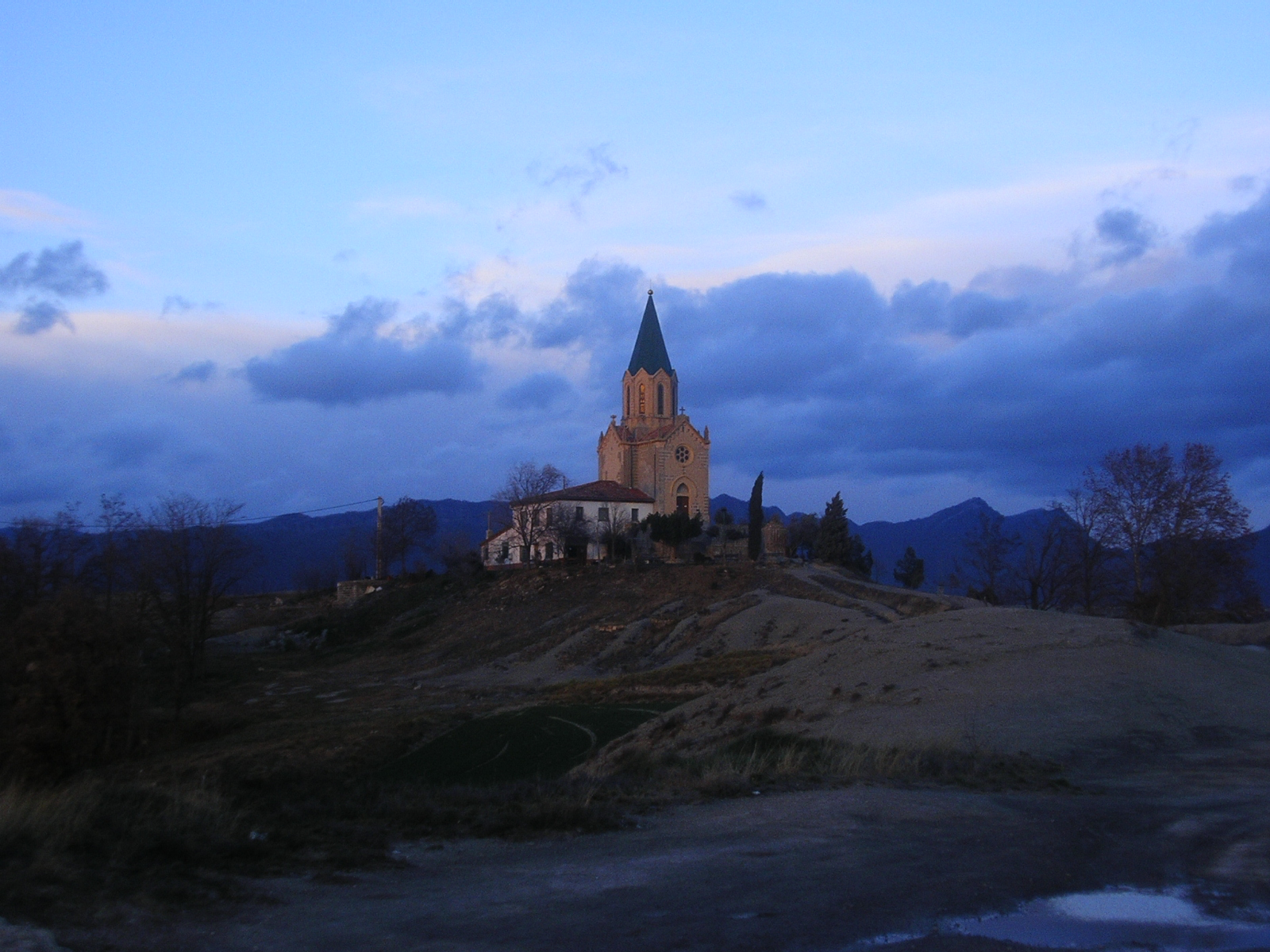
Santuario de Puig Agut.

El santuario de Puig-agut está situado en las cercanías de Manlleu y fue el primero en España en ser dedicado al Sagrado Corazón.
Su construcción fue promovida por Ramón Madirolas y Codina (¿?- 1880), un innovador agricultor que lo impulsó desde la revista Faro de Puig-agut. La dirección correspondió al arquitecto August Font y Carreras, que utilizó un estilo neogótico con algunas facetas románicas e incluso neoclásicas, inspirado en la basílica francesa de Tarbes. Concluida en 1886, la ermita fue bendecida por Monseñor Josep Morgades y Gil.
Puig-agut es el punto más alto de la zona (594 m), y en él confluyen las parroquias de Torelló, Manlleu y Sescorts. 